# خواوشتسه
خواوشتسه (به لهستانی:  Chwałszyce) یک روستا در لهستان است که در گمینا نکلا واقع شده‌است. خواوشتسه ۱۲۹ نفر جمعیت دارد.